# Korthalsella
Korthalsella är ett släkte av sandelträdsväxter. Korthalsella ingår i familjen sandelträdsväxter.

## Dottertaxa tillKorthalsella, i alfabetisk ordning[1]
- Korthalsella amentacea
- Korthalsella aoraiensis
- Korthalsella arthroclada
- Korthalsella breviarticulata
- Korthalsella chilensis
- Korthalsella complanata
- Korthalsella cylindrica
- Korthalsella dacrydii
- Korthalsella degeneri
- Korthalsella disticha
- Korthalsella emersa
- Korthalsella feuana
- Korthalsella geminata
- Korthalsella grayi
- Korthalsella horneana
- Korthalsella japonica
- Korthalsella latissima
- Korthalsella leucothrix
- Korthalsella lindsayi
- Korthalsella madagascarica
- Korthalsella margaretae
- Korthalsella mumfordii
- Korthalsella papuana
- Korthalsella platycaula
- Korthalsella rapensis
- Korthalsella remyana
- Korthalsella rubescens
- Korthalsella rubra
- Korthalsella salicornioides
- Korthalsella taenioides
- Korthalsella vitifolia